# Teinobasis stigmatizans
Teinobasis stigmatizans är en trollsländeart som beskrevs av Maurits Anne Lieftinck 1938. Teinobasis stigmatizans ingår i släktet Teinobasis och familjen dammflicksländor. Inga underarter finns listade i Catalogue of Life.